# Mouvements du sol à Doucier
Dans le cadre de ses activités géologiques, Louis Abel Girardot effectue en 1879 un voyage d’observations dans le Jura pour recueillir différents témoignages auprès des villageois sur d’éventuels mouvements de sol constatés dans la région. Doucier lui paraît un lieu d'études très intéressant car les mouvements de sol observés se produisent dans toutes les directions (ouest, sud, nord et est).

## Les mouvements de sol
Après un rappel des théories géologiques en vigueur en son temps, sur les tremblements de terre, les affaissements et exhaussements et la formation des montagnes, Louis Abel Girardot cite quelques exemples de variations de niveaux de sols observés dans le monde : falaises de Suède, côte d’Angleterre ou des Pays-Bas avant ses observations jurassiennes.
En effet, dans différentes localités, des habitants assurent que leurs ancêtres ne voyaient pas autrefois des villages ou des édifices visibles aujourd’hui par-dessus des collines ou des montagnes  (molards) qui semblent s’être abaissées sensiblement au cours des âges mais qui se sont progressivement démasquées et sont aujourd'hui en vue. C’est le cas dans la région de Salins et dans la Combe d’Ain entre Pont-du-Navoy et Clairvaux. Par exemple, dans le village de Publy, situé sur la route de Lons à Champagnole, sur le premier plateau, le clocher de Vevy semble de plus en plus visible alors que celui de Crançot paraît s'affaisser progressivement. De même, à Loulle, le sommet de Montrivel, près de Champagnole, semble disparaître derrière la montagne de Bénédegand. De Pont-du-Navoy, au bas de la côte de l'Eute, on aperçoit de plus en plus le clocher de Monnet-la-Ville, situé à l'est du deuxième plateau et, réciproquement les habitants de ce village ont remarqué que le château de la forge du Pont-du-Navoy semble s'élever progressivement par-dessus le molard des Fourches.

## Doucier
Le village de Doucier est situé dans le second plateau du Jura, au sud du lac de Chalain. Au nord du lac se trouve, à une distance d’environ trois kilomètres,  le village de Marigny. Les habitants des deux villages mentionnent qu’au début du dix neuvième siècle, on ne découvrait de chacun de ces villages aucune maison de l’autre. Puis, progressivement,  les toits sont apparus, puis les maisons des deux villages sont devenus visibles sans qu’il ait eu un déboisement quelconque. Le même phénomène est cité pour la grange de Monnans sur la rive gauche du Hérisson (au sud-est), une tuilerie proche de Châtillon (au sud-ouest) et la tour en ruine de Beauregard à l'ouest, sur la rive gauche de l'Ain. De même, les habitants de Montigny-sur-l'Ain aperçoivent le clocher de Mirebel autrefois non visible de leur commune.
Louis Abel Girardot propose alors, en 1880,  une vérification scientifique de ces faits. En 1882, Mr Pernot, ingénieur des Ponts-et-Chaussées de Lons interroge les habitants de Doucier et propose un système d'observations par alignements à base de bornes-repères. Le 8 juillet 1883, dix sept membres de la Société d'émulation du Jura dont son Président, Mr Rousseaux, se rendent à Doucier pour officialiser le projet. Les premières mesures auront lieu le 22 juillet.

## Les mesures effectuées à Doucier

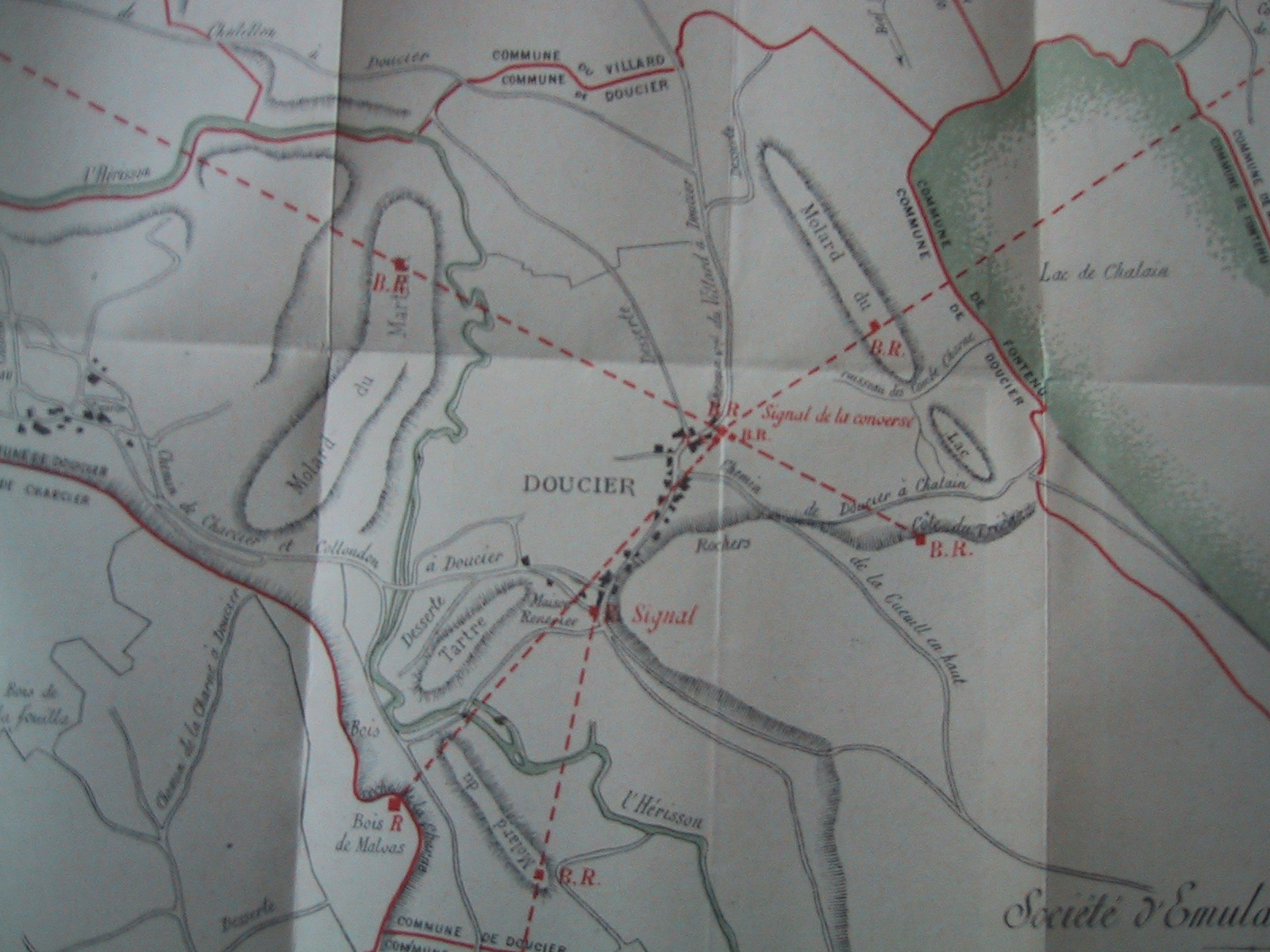
Mesures des mouvements du sol à Doucier

En 1883, après un des observations en présence de A.Girardot, des systèmes d’observations par alignements seront mises en place par le Capitaine A.Romieux et par Mr Pernot, ingénieur des Ponts et Chaussées de Lons. Trois axes sont observés : Doucier-Châtillon, Doucier-Marigny et  Doucier-Monnans avec un point de mire sur chacun des trois édifices choisis, une lunette placée à Doucier et une borne sur un molard intermédiaire. Une première station d'observations est située au lieudit La Converse à l'extrémité du village (observations Marigny - Châtillon), l'autre à l'extrémité sud au pied de la butte sur laquelle est édifiée l'église et à l'angle de la maison du maréchal-ferrant, Joseph Renevier (observation sur la ferme de Monnans).
Le dispositif employé est décrit en détail dans les notes de Mr Pernot. Les détails et la précision de ces mesures sont mentionnés dans le rapport du Capitaine Romieux pour les années 1883, 1885,1886 et 1890. En guise de conclusion, celui-ci suggère d'utiliser une nouvelle technique: la photographie et préconise un complément de mesures plus suivi dans le temps.

## Sources
- Sur la précision des observations entreprises pour l'étude des mouvements du sol à Doucier (Jura) par M Le Capitaine A.Romieux - Communication au Congrès des Sociétés Savantes de 1890, section de Géographie historique et description.
- Notes sur les mouvements du sol qui se produisent actuellement dans le Jura - Louis Abel Girardot- Mémoire de la société d’émulation du Jura- 1990-p 300-319
- Notes sur les mouvements lents du sol dans le Jura - Louis Abel Girardot- Mémoire de la société d’émulation du Jura - 1890.
- Notice sur l'étude des mouvements sur le territoire de Doucier - Pernot - Mémoire de la société d’émulation du Jura - 1883.p 59-72